# Joe Worrall
Joseph Adrian Worrall (født 10. januar 1997) er en engelsk professionel fodboldspiller, som spiller for EFL Championship-klubben Burnley.

## Klubkarriere

### Nottingham Forest

#### Debut og lejeaftaler
Worrall blev i 2016 rykket op på førsteholdet hos Nottingham Forest, og blev kort herefter udlejet til Dagenham & Redbridge, hvor han gjorde sin professionelle debut den 9. januar 2016 i en FA Cup-kamp imod Everton. Han vendte tilbage til Forest efter 4 måneder, og fik sin førsteholdsdebut den 29. oktober 2016.
Efter at have spillet hovedsageligt som rotationsspiller, blev han i 2018-19 sæson udlejet til Rangers for at få mere spilletid.

#### Førsteholdsgennembrud
Efter at have vendt tilbage for lejeaftalen blev Worrall en fast del af førsteholdet. Han blev i 2020-21 sæsonen kåret som årets spiller i klubben.
Han blev i 2021-22 sæson kåret som del årets hold i Championship, da han spillede en central rolle i klubben rykkede op i Premier League for første gang i 23 år.
Før 2022-23 sæsonen blev Worrall udnævnt som holdets nye anfører.

#### Leje til Beşiktaş
Worrall blev i februar 2024 lejet til tyrkiske Beşiktaş for resten af 2023-24 sæsonen.

### Burnley
Worrall skiftede i august 2024 til Burnley på en permanent aftale.

## Landsholdskarriere
Worrall har repræsenteret England på flere ungdomsniveauer. Han var del af Englands U/20-hold som vandt Tournoi Espoirs de Toulon i 2017.

## Titler
England U/20
- Tournoi Espoirs de Toulon: 1 (2017)

Individuelle
- Nottingham Forest Sæsonens spiller: 1 (2020–21)
- EFL Championship Sæsonens hold: 1 (2021–22)